# Schizotus pectinicornis
Schizotus pectinicornis eller liten kardinalbagge är en skalbaggsart som först beskrevs av Carl von Linné 1758. Den trivs i lövskogar där den lägger ägg i död ved. Larven stannar där i två år innan den utvecklas till en fullvuxen skalbagge i en kokong gjord av diverse rester. Som larv äter den nedbruten ved, andra insekter och även andra larver av liten kardinalbagge om möjligheten ges. Som vuxen kan den ofta ses under varma, soliga vårdagar nära dess kläckningsplats. Den innehåller ämnet cantharidin och är giftig för andra djur under hela sitt liv.
Schizotus pectinicornis ingår i släktet Schizotus, och familjen kardinalbaggar. Arten finns i större delen av Europa och är reproducerande i Sverige. I Sverige klassas den som LC enligt 2020 rödlista.

## Bildgalleri

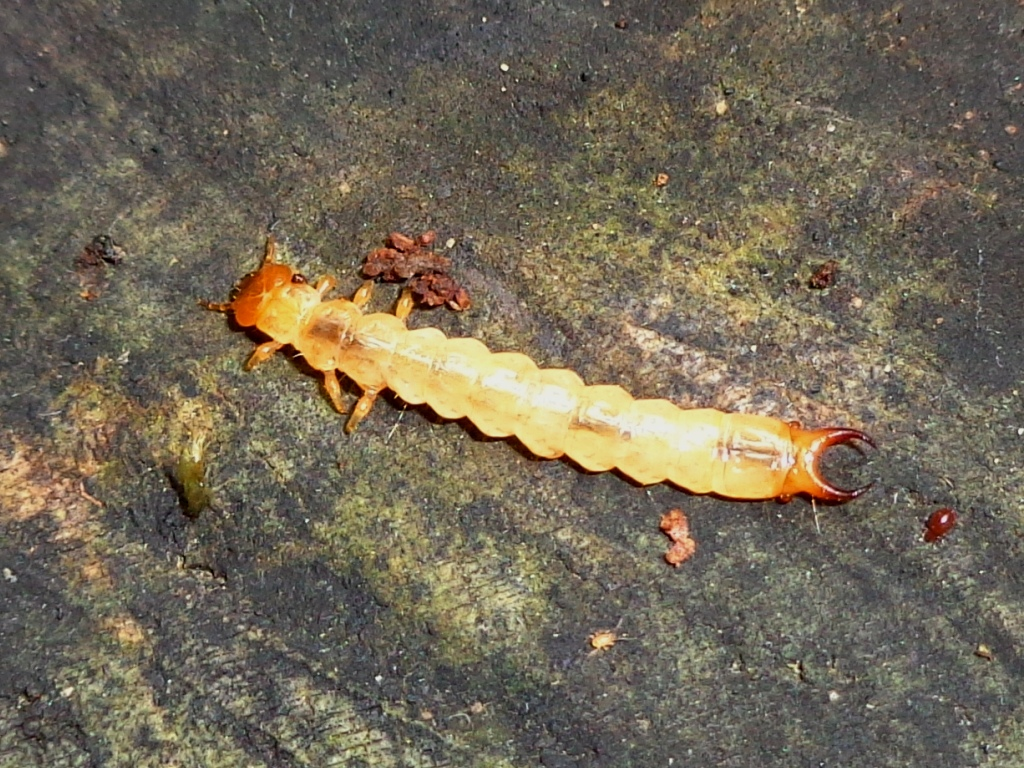